# Saale-Unstrut

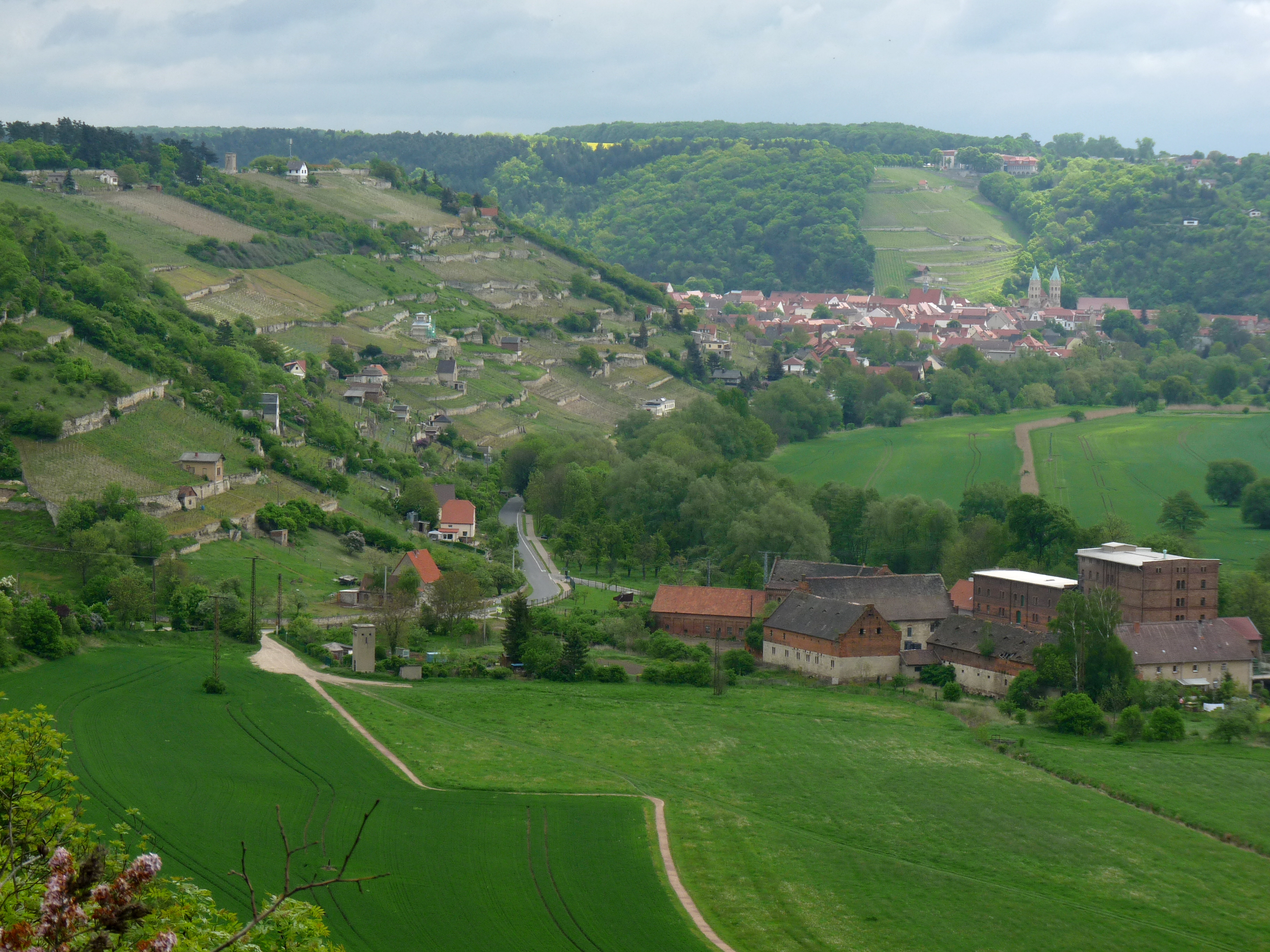
Vinodlingar vid Unstrut.

Saale-Unstrut är ett vindistrikt i Tyskland, beläget i förbundsländerna Sachsen-Anhalt och Thüringen i mellersta Tyskland. Det är Tysklands nordligaste officiella kvalitetsvindistrikt och har sitt namn efter floderna Saale och Unstrut i området. Regionen har ett för norra Centraleuropa relativt torrt och milt klimat.
Bland de sorter som odlas märks särskilt de gröna druvorna Müller-Thurgau, Pinot blanc, Pinot gris, Bacchus, Riesling, Silvaner, Chasselas och Kerner. Omkring en fjärdedel av odlingen utgörs av röda viner, huvudsakligen Dornfelder, Portugieser, Pinot noir och blå Zweigelt.